# Ethel Johnson
Ethel Johnson (* 8. Oktober 1908 in Westhoughton; † 30. März 1964 ebenda) war eine britische Sprinterin.
Bei den Olympischen Spielen 1932 schied sie über 100 m im Vorlauf aus.
1934 wurde sie bei den British Empire Games in London Fünfte über 100 Yards, Sechste über 220 Yards und gewann mit der englischen 660-Yards-Staffel Silber. Bei den Frauen-Weltspielen gewann sie Bronze über 60 m.
1932 wurde sie Englische Meisterin über 100 Yards.

## Persönliche Bestzeiten
- 60 m: 7,7 s, 10. August 1934, London
- 100 Yards: 11,0 s, 9. Juli 1932, London
- 100 m: 12,2 s, 19. Juli 1930, Colwyn Bay
- 200 m: 25,3 s, 3. August 1931, Leamington